# Onthophagus imperator
Onthophagus imperator är en skalbaggsart som beskrevs av François Louis Nompar de Caumont de Laporte 1840. Onthophagus imperator ingår i släktet Onthophagus och familjen bladhorningar. Inga underarter finns listade i Catalogue of Life.

## Bildgalleri

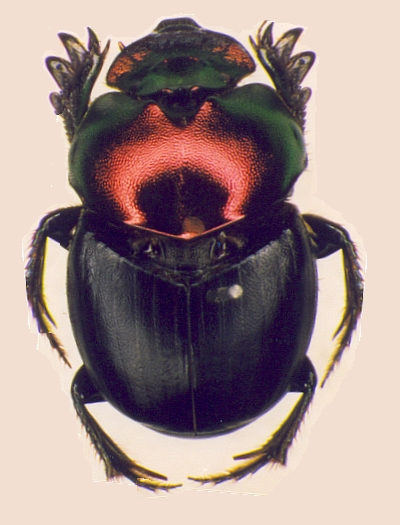
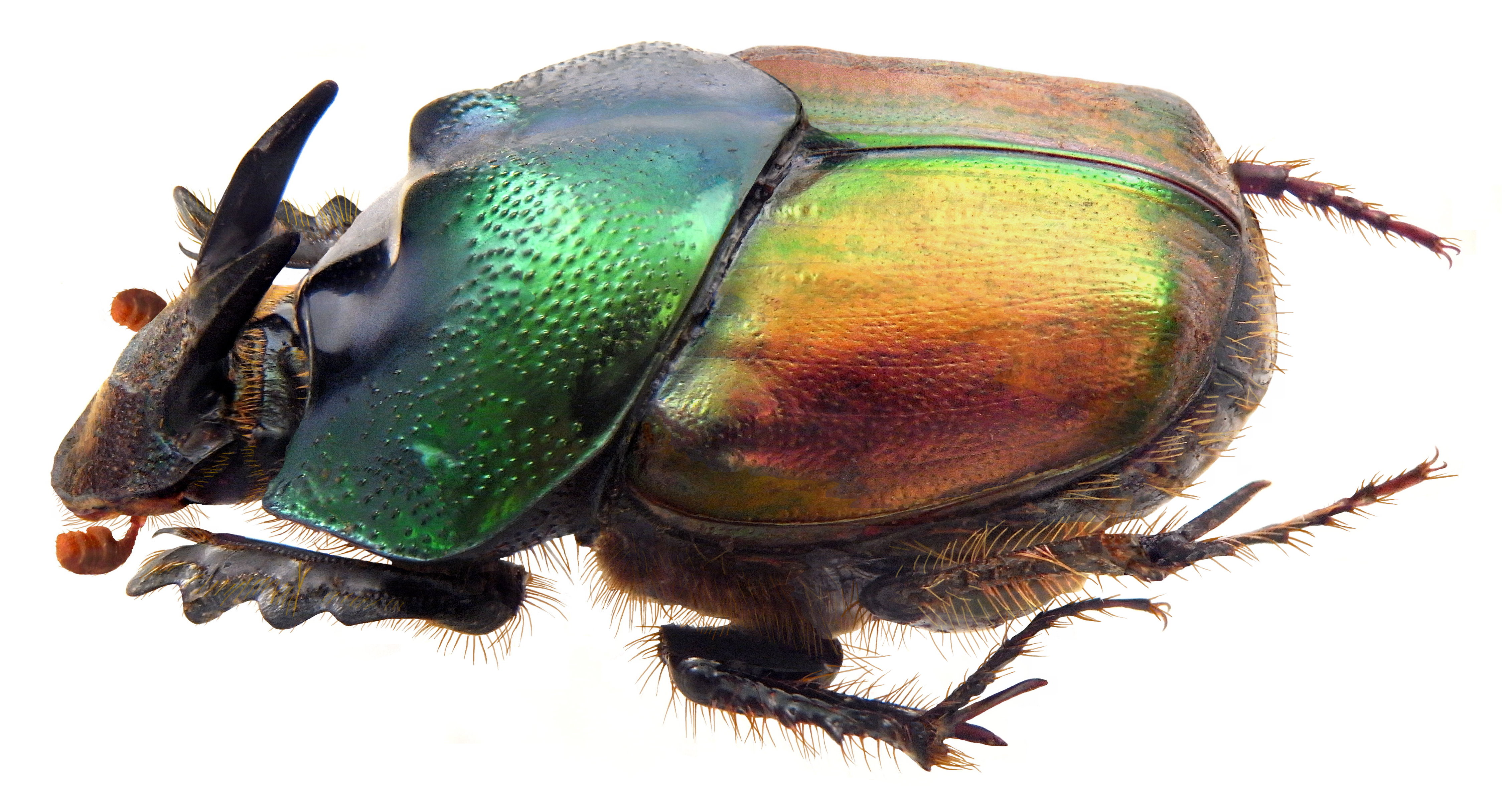